# Foment Republicà de Sants
El Foment Republicà de Sants és un edifici ubicat al carrer de Cros, 7-11 i del Sant Crist, 52-56 al barri de Sants de Barcelona, catalogat com a bé cultural d'interès local.

## Història
El 1894, Francesc Batllori va encarregar-ne el projecte al mestre d'obres Enric Figueras i Ribas per a ubicar-hi l'Ateneu de Sants, on es reunien les elits de Sants. A partir del 1905, s'hi instal·là el Foment Artístich de Sants, una entitat de caràcter cultural on entre moltes d'altres coses es van fer mítings antitaurins; a partir del 1910, el Foment Republicà Català de Sants; a partir del 1925, el Centro de la Unión Patriótica, el partit autoritari i de dreta de Primo de Rivera, que servia com a eina de control social, i el Foment Republicà de Sants, moment en el qual va tenir lloc la Conferència d'Esquerres Catalanes que va finalitzar amb la creació d'ERC.
Entre els dies 17, 18 i 19 de març del 1931 s'hi va celebrar la Conferència d'Esquerres, on van assistir tres organitzacions de caràcter republicà: Estat Català, el partit de Francesc Macià; el Partit Republicà Català de Lluís Companys i l'Opinió, el partit de Joan Lluhí així com altres agrupacions de caràcter més local. Com a culminació de l'acte, es va fundar el partit Esquerra Republicana de Catalunya, el partit que guanyaria les eleccions municipals.
Després de la Guerra Civil, l'edifici va allotjar la Falange Española Tradicionalista, que va reconvertir el teatre de l'antic ateneu en un saló de tir.
El 20 de febrer del 2015, un incendi originat a l'establiment comercial de la planta baixa de l'edifici va cremar el local i part de l'estudi del primer pis.

## Descripció
Consta de planta baixa, un pis i terrat, i està format per tres cossos simètrics.
El cos central té a la planta baixa tres obertures, la central d'arc rebaixat i les laterals allindades, separades entre si per pilastres amb capitell corinti; les dues pilastres centrals sobresurten del pla de la façana i fan un efecte de degradació. Al primer pis té al centre un gran balcó de forma semicircular amb la barana de balustres; la porta de dona al balcó és de més alçada que el pis i ocupa una part del coronament. És d'arc de mig punt i la clau de volta està decorada amb una màscara. Hi ha una placa que recorda que aquí es va fundar ERC. La porta està emmarcada per dos pilastres d'ordre corinti que aguanten una cornisa sobre la qual hi ha el coronament. A banda i banda s'obren dos portes balconeres amb barana de balustres; tenen les llindes decorades amb caps i elements vegetals. Estan emmarcades per pilastres corínties a banda i banda i un fris de flors a la part superior. El coronament és de grans dimensions i sobresurt per sobre dels cossos laterals. A banda i banda de la gran finestra del centre hi ha uns cassetons amb relleus relacionats amb les arts amb pilastres i palmetes als costats. Una cornisa dona pas al segon pis d'aquest coronament que té al centre un relleu on es veu una Niké que porta una cinta on es llegeix ATENEU i una taula amb un bust i una ploma; dues pilastres aguanten un frontó semicircular amb el timpà buit i decorat amb acroteris. A banda i banda hi ha uns relleus de caps de lleó que mosseguen una cinta d'on pengen garlandes i emmarcant l'escena hi ha unes pilastres on es recolzen unes palmetes.
Els cossos laterals tenen tres obertures a la planta baixa, la més propera al cos central és d'arc rebaixat i es correspon amb el portal d'accés i les altres, de forma allindanada, són botigues. Al primer pis quatre obertures donen a un balcó corregut de ferro forjat. Les llindes de les portes tenen caps d'home i decoració vegetal i per sobre hi ha un fris de flors i respiradors. Als extrems i entre les obertures unes pilastres aguanten un fris, llis el del cos esquerre i decorat amb acroteris el de la dreta, que fa de coronament a aquests cossos.
La façana que dona al carrer Sant Crist té una porta d'arc rebaixat i dues finestres a la planta baixa. Aquestes obertures estan emmarcades per una motllura llisa. Al primer pis dos balcons individuals als extrems i dos finestres al centre; en aquest nivell les obertures tenen la llinda marcada però sense decoració. Per sobre hi ha un fris amb respiradors i, rematant la façana, una cornisa.